# Charles Wheeler
Charles F. Wheeler (ur. 15 grudnia 1915 w Memphis, zm. 28 października 2004 w Orange) – amerykański operator filmowy.
W okresie II wojny światowej pracował w marynarce wojennej jako operator filmowy. Uczestniczył w walkach na Pacyfiku i dokumentował m.in. moment kapitulacji armii japońskiej we wrześniu 1945. Do doświadczeń z tego okresu nawiązał w pracy nad filmem Tora! Tora! Tora! (1970), za który był nominowany do nagrody Oscara.
Pracował ponadto przy filmach Najlepsze czasy, Sprawa Porwania Lindbergha, Zwariowany piątek, Pojedynek w Diablo.
Zmarł w domu opieki w Orange (Kalifornia); przez ostatnie lata życia chorował na chorobę Alzheimera.